# Панамериканская конфедерация шашек
Панамериканская конфедерация шашек (PAMDCC) — федерация шашек в Южной Америке, Северной Америке и странах Карибского бассейна. Была основана в 1980 году и имеет штаб-квартиру в Виллемстаде, Кюрасао. Организует Панамериканский чемпионат по шашкам. Входит во Всемирную федерацию шашек (ФМЖД).

## Члены
Следующие шашечные ассоциации являются членами PAMDCC:
- Аруба, Club di Dam Arowak
- Барбадос, Ассоциация шашек Барбадоса
- Бонэйр, Federashon di Dam Boneriano
- Бразилия, Бразильская Конфедерация шашек
- Коста-Рика, Asociacion Costarricense del Juego de Damas
- Куба, Federacion Cubana De Juegos De Damas
- Кюрасао, Federashon Dam Korsou
- Доминиканская Республика, Federacion Dominicana de Juego de Damas
- Гваделупа, La Ligue Guadeloupeenne Du Jeu De Dames (LGJD)
- Гаити, Federation Haitienne de Jeu de Dames
- Суринам, The Surinamese Draught Federation
- Тринидад и Тобаго, Trinidad and Tobago Draughts & Checkers Association
- США, International Checkers Association of North America

## Президенты
- Рональд Рудольф Влайтер (Суринам), с 1980
- Людвиг Лейто (Кюрасао), с 1987
- Мелл Симмонс (Кюрасао), с 1992
- Радж Нараин (Суринам), с 2011
- Клифтон Агата н/в